# Pelouses calcaires du gâtinais
Pelouses calcaires du gâtinais este o arie protejată (sit de importanță comunitară — SCI) din Franța întinsă pe o suprafață de 310 ha, integral pe uscat.

## Localizare
Centrul sitului Pelouses calcaires du gâtinais este situat la coordonatele 48°22′07″N 2°18′50″E / 48.36861°N 2.31389°E.

## Înființare
Situl Pelouses calcaires du gâtinais a fost declarat arie specială de conservare în baza directivei 92/43 din 1992 referitoare la conservarea habitatelor naturale și a faunei și florei sălbatice pentru a proteja 1 specie de animale.

## Biodiversitate
Situată în ecoregiunea atlantică, aria protejată conține 5 habitate naturale: Pajiști uscate seminaturale și facies de acoperire cu tufișuri pe substraturi calcaroase (Festuco-Brometalia) (* situri importante pentru orhidee), Pajiști calcaroase din nisipuri xerice, Formațiuni de Juniperus communis pe lande sau pajiști calcaroase, Pante stâncoase silicioase cu vegetație casmofită, Lacuri eutrofice naturale cu vegetație de tip Magnopotamion sau Hydrocharition.
La baza desemnării sitului se află o specie protejată de  nevertebrate: Euplagia quadripunctaria.
Pe lângă speciile protejate, pe teritoriul sitului au mai fost identificate 10 specii de plante.